# HD 132406 b
HD 132406 b는 지구로부터 약 71 파섹 떨어져 있는, 태양과 비슷한 항성 HD 132406 주위를 도는 외계 행성이다.
HD 132406 b의 질량은 최소 목성의 약 5.61배이다. 공전 궤도 크기는 태양~지구 거리의 두 배 정도이며 1회 공전에는 대략 2.7년 걸린다. 표면 중력은 매우 강한데, 대략 지구의 13~15배 정도이다.

## 참고 문헌
- (영어) Da Silva R., Udry S., Bouchy F., Moutou C., Mayor M., Beuzit J.-L., Bonfils X., Delfosse X., Desort M., Forveille T., Galland F., Hebrard G., Lagrange A.-M., Loeillet B., Lovis C., Pepe F., Perrier C., Pont F., Queloz D., Santos N., Segresan D., Sivan J.-P., Vidal-Madjar A. (2007). “Elodie metallicity-biased search for transiting Hot Jupiters. IV. Intermediate period planets orbiting the stars HD43691 and HD132406” (PDF). 《Astron & Astrophys》. 2007년 9월 29일에 원본 문서 (PDF)에서 보존된 문서. 2009년 6월 21일에 확인함. 다음 글자 무시됨: ‘2007-07-07’ (도움말)